# Mojo (sauce)
Pour les articles homonymes, voir Mojo.

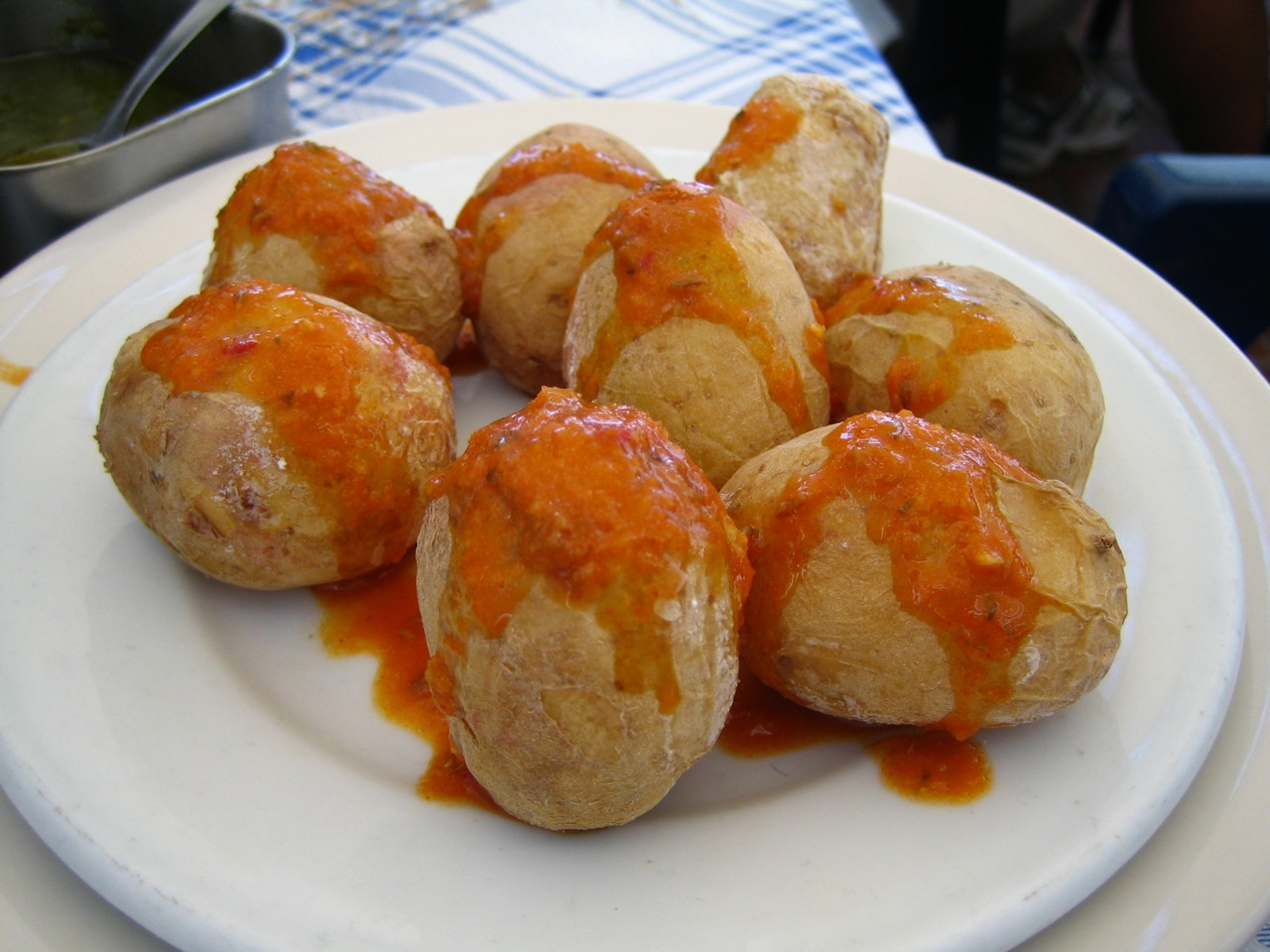
Pommes de terre ridées des Canaries assaisonnées de sauce mojo rojo (« sauce rouge »).

On appelle mojo (du portugais molho, qui signifie « sauce ») quelques sauces typiques des îles Canaries (Espagne), accompagnement indispensable de nombreux plats typiques de l'archipel. En raison de leur forte teneur en piments, la plupart des types de mojo sont piquants.

## Caractéristiques
Parmi les ingrédients les plus communs dans les recettes de mojo, on retrouve le poivron, le piment, l'ail cultivé, le sel, le paprika, le cumin, la coriandre, l'huile, le persil et l'eau.

### Typologie
On peut classer les mojo en deux grandes familles, selon les ingrédients utilisés : les verts et les rouges :
- Les mojo verts (mojo verde) qui sont les plus habituels dans les repas canariens sont le mojo vert proprement dit, préparé avec des poivrons verts, le mojo de coriandre et le mojo de persil, fréquents dans les guachinche (tavernes typiques des Canaries) et les restaurants. Si le mojo vert peut se conserver longtemps en dehors du réfrigérateur, la présence d'eau dans le mojo à base de coriandre et de persil obligent le consommateur à les déguster quelques jours au plus après la préparation.

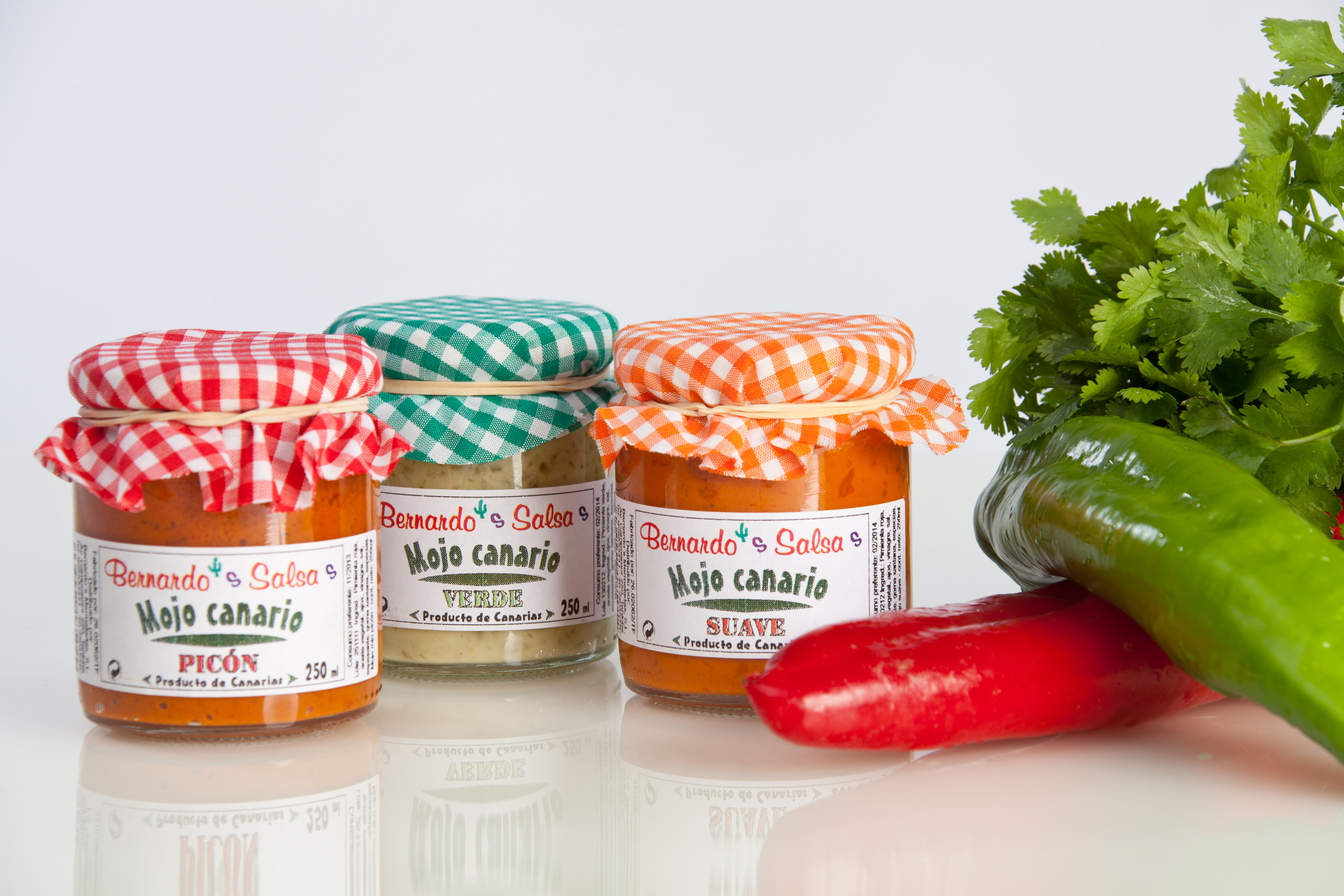
Mojo canario.

- Les mojo rouges (mojo picón) les plus habituels sont composés de poivron de palmeraie (picona) et de piment. Grâce à l'absence d'eau dans sa composition, le mojo rouge peut également se conserver longtemps en dehors du réfrigérateur.

### Préparation
Pour la préparation des mojo rouges, il est nécessaire de faire sécher le poivron au cours d'un processus qui peut durer un certain temps. Une fois sec, le poivron peut être conservé très longtemps jusqu'à sa préparation. Avant de faire le mojo, il faut faire tremper les poivrons afin que ceux-ci perdent de leur piquant. Ensuite, il est nécessaire d'égrainer ce poivron afin d'ajuster le degré de piquant. En effet, le mojo sans graines ne piquera pratiquement pas. Parmi les mojo rouges, on distingue le mojo de palmier, le mojo de viande (encarnado) et le mojo picón.
Dans le cas des mojo de coriandre et de persil, le piquant est régulé par la quantité d'ail dans sa composition.

## Variantes

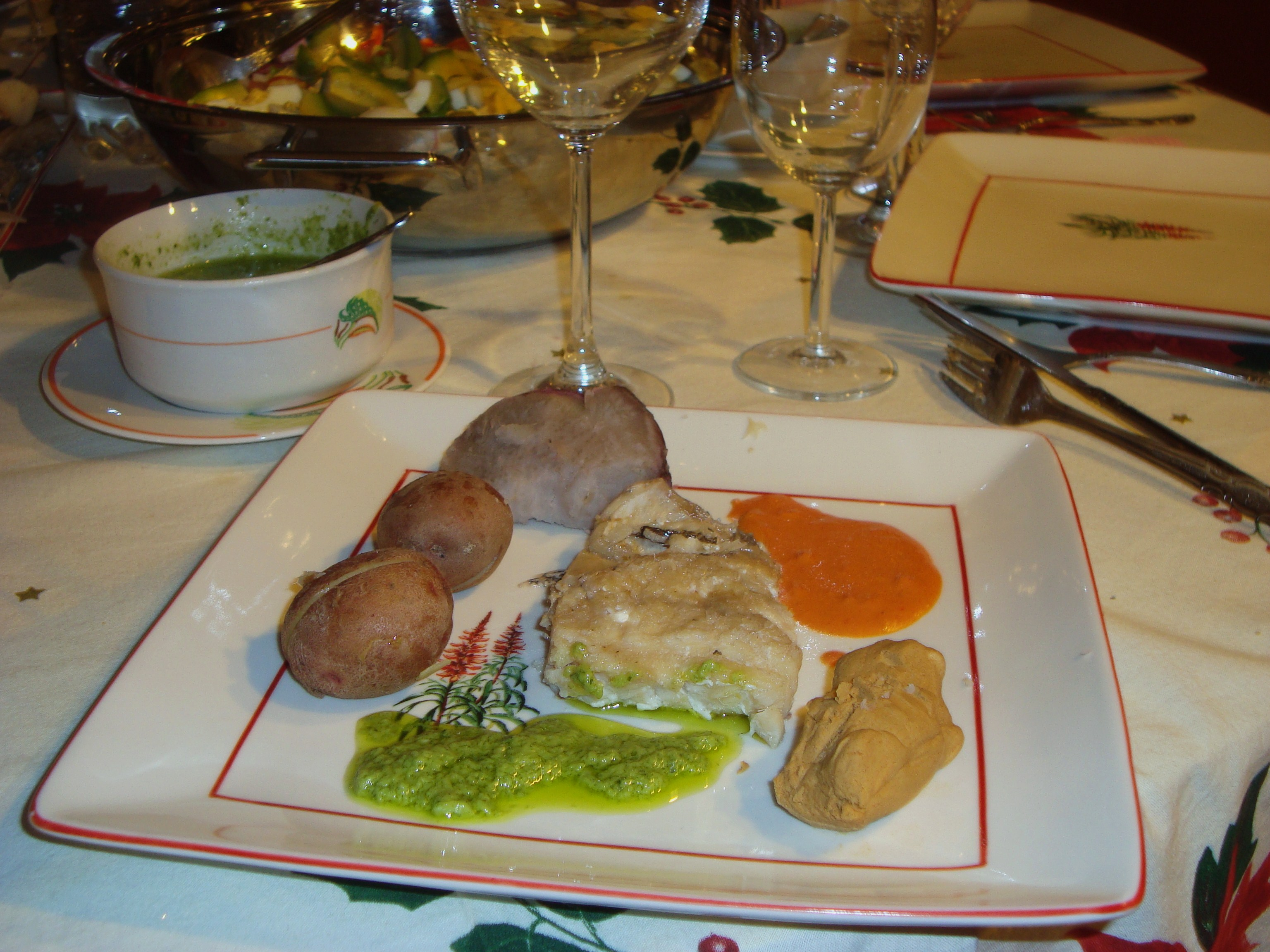
Sancocho canarien, plat typique des îles Canaries à base de poisson salé, pommes de terre, patate douce, gofio et mojo

Il existe d'autres variantes du mojo, parmi lesquelles le mojo au fromage typique de La Palma et d'El Hierro, et l’almogrote gomero, qui combinent mojo et fromage, ce qui permet d'obtenir une pâte plus liquide. Nonobstant, il n'y a guère de recette commune à tous les mojo, puisque pratiquement chaque famille possède la sienne propre, avec des quantités variables de chaque ingrédient qui confèrent à la sauce différents genres de piquant et d'homogénéité.
Le mojo, ainsi que le gofio et les papas (pommes de terre) est un élément essentiel de la cuisine canarienne. On l'utilise pour assaisonner tous les mets. Néanmoins, en règle générale, le mojo rouge accompagne plutôt les viandes et le mojo vert assaisonne essentiellement les poissons.